# Percentil
En percentil är det värde på en stokastisk variabel nedanför vilken en viss procent av observationerna av variabeln hamnar. Så är till exempel "20-percentilen" P20 det värde som delar observationerna så att 20 procent av dem är mindre än P20 och 80 procent är större än detta värde.
De percentiler som delar in materialet i fyra delar, alltså P25, P50 och P75, kallas kvartiler, eller Q1, Q2 och Q3. "Undre kvartilen" Q1 anger till exempel det värde som 25 % av observationerna underskrider.
Speciellt kallas 50-percentilen P50 för medianvärdet, eftersom det är det värde som delar observationerna på mitten så att hälften av observationerna är mindre än P50, och andra hälften är större.  
För symmetriska fördelningar är medianvärde och medelvärde identiska. Vissa fördelningar som till exempel inkomstfördelning är ofta asymmetriska med ett fåtal personer som är extremt rika - en fördelning med en lång "svans" åt höger. För en sådan fördelning kommer medelvärdet att vara högre än medianvärdet, och medianvärdet kan vara mer representativt än medelvärdet om man vill beskriva observationerna med ett enda värde. 
Begreppen deciler (tiondelar; P10, P20, ...) och kvintiler (femtedelar; P20, P40, ...) förekommer också.

## Normalfördelningskurvan och percentiler

Den mörkblå zonen representerar de observationer som ligger inom +/− en standardavvikelse på vardera sidan om medelvärdet, vilket svarar för cirka 68,27 % av populationen. Två standardavvikelser från medelvärdet (medel- och mörkblå) svarar för 95,45 %, och tre standardavvikelser (ljus, medium och mörkt blå) för 99,73 %. Se 68–95–99,7-regeln.

I många fall kan fördelningen i en population beskrivas med hjälp av normalfördelningskurvan. Om detta är fallet så kan en fördelning anpassas med hjälp av populationens medelvärde och standardavvikelse (ofta kallad Sigma), och olika percentiler kan avläsas i tabeller. En mycket stor andel av en population återfinns mellan -3 och +3 standardavvikelser, så som bilden visar. 
Matematiskt går normalfördelningens svansar ut mot negativ oändlighet till vänster och positiv oändlighet till höger. Detta är i princip orimligt för en statistisk beskrivning av till exempel längd hos den mänskliga befolkningen då det till exempel enligt normalfördelningen skulle finnas en liten sannolikhet för personer med negativ längd, liksom personer med säg längd över 4 meter. Notera dock att endast ett fåtal individer i en population faller utanför +/−3 Sigma-intervallet, varför approximationen med normalfördelningen i många fall trots allt är användbar för att beskriva till exempel fördelning av längd hos människor. 
För normalfördelningen gäller följande samband mellan medelvärde, standardavvikelse och percentiler. Observera att 0-percentilen ligger vid negativ oändlighet och 100-percentilen vid positiv oändlighet.  
| Sigma       | Percentil |
| ----------- | --------- |
| −3,09 Sigma | 0,1 %     |
| −3,00 Sigma | 0,13 %    |
| −2,33 Sigma | 1,0 %     |
| −2,00 Sigma | 2,28 %    |
| −1,28 Sigma | 10,0 %    |
| −0,67 Sigma | 25,0 %    |
| 0,00 Sigma  | 50,0 %    |
| +0,67 Sigma | 75,0 %    |
| +1.28 Sigma | 90,0 %    |
| +2.00 Sigma | 97,72 %   |
| +2,33 Sigma | 99,0 %    |
| +3,00 Sigma | 99,87 %   |
| +3.09 Sigma | 99,90 %   |

## Exempel
En skohandlare har noterat att 20 % av sålda skor är inom storleksintervallet (6–7,5), 60 % inom intervallet (8–9,5), dvs inom hela intervallet 6–9,5 är det 80 %, och resterande 20 % inom intervallet (10–12). Hen approximerar denna population med en normalfördelning med medelvärdet 8,75 samt standardavvikelsen 1,5 och får följande beskrivning:
| Skostorlek     | Percentil (observerad) | Percentil (anpassad/beräknad) |
| -------------- | ---------------------- | ----------------------------- |
| mindre än 6    | -                      | 1,5 %                         |
| mindre än 8    | 20,0 %                 | 20,2 %                        |
| mindre än 10   | 80,0 %                 | 79,8 %                        |
| mindre än 12,5 | -                      | 99,4 %                        |

Skohandlaren bedömer att den anpassade fördelningen verkar rimlig, och beräknar sedan med hjälp av en normalfördelningstabell att skostorleken 12,5 motsvarar 99,4 %-percentilen, det vill säga 99,4 % av skorna är mindre än 12,5 och 0,6 % är större än denna storlek. Dessutom bedöms att skostorleken 5,5 motsvarar 1,5 %, det vill säga 1,5 % av skorna är mindre än 5,5. Utifrån detta görs en bedömning av hur många skor i de extremt små och stora storlekarna som är lämpligt att ta hem. 